# Måne skald
Måne skald (Máni skáld eller Skáldmáni) var en isländsk skald verksam i Norge vid 1100-talets slut och 1200-talets början. Hans härstamning är okänd – möjligen kom han från det isländska sydlandet.
Endast en liten episod ur Månes liv är känd. I den korta Måne skalds saga (Mánaþáttr) står att skalden en dag i maj 1184, just återkommen från en pilgrimsfärd till Rom, dök upp vid Magnus Erlingssons hird. Han såg inte direkt välmående ut: ”skallig och mager och nästan utan kläder”. Men han hade vett att hälsa höviskt på kungen och vann dennes gunst då han improviserade en liten dikt där han önskade god vind. Magnus stod nämligen i begrepp att endera dagen segla till Bergen. Senare i kungens hall kvad han på begäran Utfärdsdrapan (Útfarardrápa) om kungens morfar Sigurd Jorsalafarare, diktad av Halldor skvaldre. ”Kvädet vann gott bifall, och man tyckte att Måne hade givit god underhållning”, står det i sagan.
I salen fanns några lekare som blåste i pipor och lät små hundar hoppa över stänger framför hirdmännen. Ju högre rang männen hade desto högre fick rackorna hoppa. Men de verkar inte ha hoppat högt framför Måne skald. Kungen menade då att när gycklarna visat vad de tyckte om skalden, så kunde väl skalden själv dikta en visa och säga sin åsikt om gycklarna. Måne kvad då på stående fot två strofer där han gjorde narr av dessa narrar. Sista strofen lyder:
| Gigan jämrar och slemma jönsar griper till pipan; fram för lekare bleka fräcka dumheters räcka. Token i tratten smattrar, trillar ögonen illa; kämpens kinder står trinda, käften flåsande blåser. | Gígja syngr, þars ganga grípa menn til pípu. Færa fólsku stóra fram leikarar bleikir. Undr es, hvé augum vendir umb, sás þýtr í trumbu. Kníðan lítk á kauða kjaft ok blásna hvafta. |  |

Det blev nu stor munterhet i salen, och hirdmännen slog en ring runt lekarna och kvad visan om och om igen, och oftast slutet: käften flåsande blåser. Lekarna måste till sist rädda sig ur salen, men Måne upptogs i kungens hird.
Efter Magnus' död senare samma år har Måne troligen vistats en tid hos kung Sverre. År 1214 diktade han en vers om de gåvor som jarlen Håkon galen sände till Snorre Sturlasson, och det är det sista som hörs om honom. Ett i Skáldatal antytt kväde om Magnus Erlingsson är nu förlorat. Endast fyra lausavísur finns kvar, varav de tre första stammar från Måne skalds saga. Ytterligare en halvstrof finns i Skáldskaparmál. Dessa visar dock att Måne har varit en god improvisatör som haft lätt för att uppfatta det komiska i tillvaron.
Kortsagan om Måne skald har bevarats i en av Sverresagans handskrifter (AM 327 4to) från slutet av 1300-talet. Kung Sverres saga skrevs av den isländske abboten Karl Jónsson (död 1213), men kortsagan har troligen inlemmats där av en kopist och kan vara äldre.